# Chalcosiinae

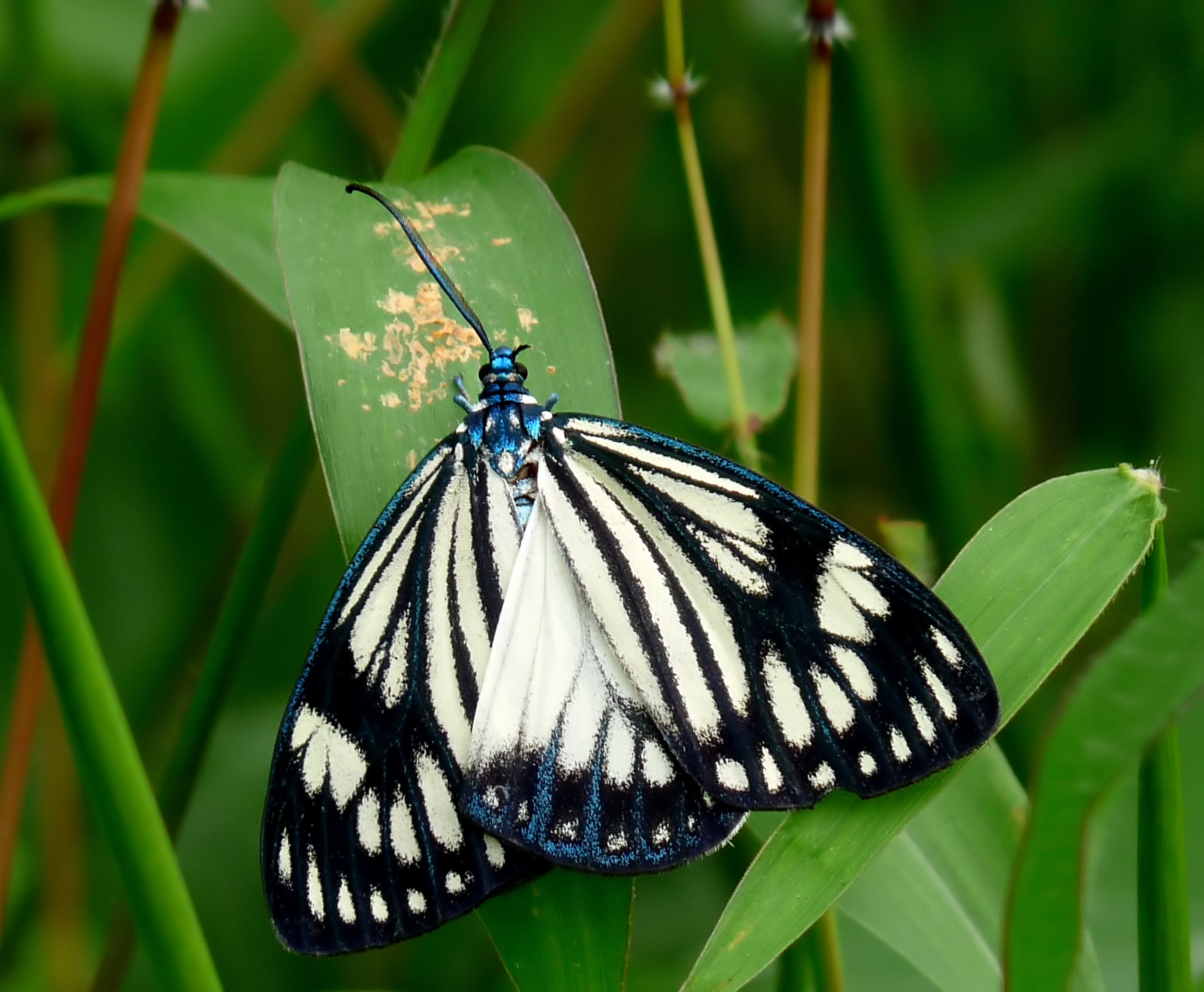
Cyclosia papilionaris, femelă

Chalcosiinae este o subfamilie de fluturi din superfamilia Zygaenoidea, conținând multe specii, majoritatea puțin cunoscute. Prezintă un dimorfism sexual proeminent, colorație vie și mimetism.

## Taxonomie
Această subfamilie conține următoarele genuri: 
- Agalope
- Aglaope
- Allocyclosia
- Amesia
- Anarbudas
- Aphantocephala
- Arbudas
- Atelesia
- Barbaroscia
- Boradia
- Boradiopsis
- Cadphises
- Campylotes
- Caprima
- Chalcophaedra
- Chalcosia
- Chalcosiopsis
- Clematoessa
- Corma
- Cryptophysophilus
- Cyanidia
- Cyclosia
- Doclea
- Docleomorpha
- Docleopsis
- Elcysma
- Erasmia
- Erasmiphlebohecta
- Eterusia
- Eucorma
- Eucormopsis
- Eumorphiopais
- Eusphalera
- Euxanthopyge
- Gynatoceras
- Gynautocera
- Hadrionella
- Hampsonia
- Hemiscia
- Herpa
- Herpidia
- Herpolasia
- Heteropan
- Heterusinula
- Histia
- Isocrambia
- Milleriana
- Mimascaptesyle
- Opisoplatia
- Panherpina
- Philopator
- Phlebohecta
- Pidorus
- Pompelon
- Prosopandrophila
- Psaphis
- Pseudonyctemera
- Pseudoscaptesyle
- Retina
- Rhodopsona
- Sciodoclea
- Soritia
- Thaumastophleps
- Trypanophora